# Парри, Эдуард Иванович
Эдуард Иванович Парри — российский кинорежиссёр и сценарист.

## Биография
Эдуард Парри родился 6 сентября 1973 года в городе Мыски, Кемеровская область.
В 2005 году окончил Высшие курсы сценаристов и режиссёров (мастерская Э. Лотяну и А. Добровольского). Соавтор сценария своего фильма «Жёлтый дракон». В 2011 году снял телесериал «Остров ненужных людей».

## Фильмография

### Режиссёр
- 2007 — Жёлтый дракон
- 2009 — О, счастливчик!
- 2011 — Остров ненужных людей
- 2013 — Шулер
- 2015 — Маэстро
- 2016 — Жили-были
- 2020 — От печали до радости
- 2021 — Пробуждение
- 2024 — Ангелы района

### Сценарист
- 2007 — Жёлтый дракон

## Призы и награды
- 2010 — главный приз на Международном фестивале независимого кино (WorldFest Houston Film Festival) города Хьюстон за фильм «О, счастливчик!»
- 2010 — приз за лучшую операторскую работу на кинофестивале "Дух огня"  за фильм «О, счастливчик!»